# 櫻桃姐姐
櫻桃姐姐（1993年6月9日—，本名楊雅婷），宜蘭縣出身，2011年畢業於國立羅東高級中學，2015年畢業於國立台北大學公共行政暨政策學系，2012年6月入選東森幼幼台水果生力軍，於2013年正式出道。曾為YOYO家族水果生力軍成员之一，並擔任東森幼幼台的節目主持人，2017年離開東森幼幼台。

## 主持
- 東森幼幼台YoYo點點名(2013/06/18 ~ 2017/10/23)

## 音樂
- 2015 粉紅豬小妹片頭曲 捏泥巴[2][3]

## 唱片
- YOYO點點名12-YoYo百分百（2016年）

## 廣告、活動代言及主持
- 2013 東森幼幼台粉紅豬小妹節目代言(2013～2016)[4][5]
- 2014 東森幼幼台Smile 光之美少女！節目代言(2014～2015)
- 2016 「YOYO百分百」快閃活動[6][7]
- 2016 統一獅新莊棒球場主場擔任JUST PLAY IT親子童趣活動嘉賓(月亮姐姐、橘子姐姐、彩虹姐姐及櫻桃姐姐擔任嘉賓)。[8]

## 獎項
| 年份   | 頒獎典禮     | 獎項           | 節目           | 角色   | 結果 |
| ------ | ------------ | -------------- | -------------- | ------ | ---- |
| 2015年 | 第50屆金鐘獎 | 兒童少年節目獎 | 《YoYo點點名》 | 主持人 | 提名 |

## 外部連結
- 櫻桃姐姐個人 Facebook
- YaTing的Instagram帳戶